# Cuprinol
Cuprinol är ett träskyddsmedel som uppfanns av en dansk apotekare och kom till Sverige via bygghandeln Bönnelyche & Thuröe på 1920-talet. Höganäs tog över verksamheten, utvecklade och marknadsförde träskyddsprodukten så att den fick sitt stora genombrott på 1960-talet. Då blev att "cuprinola" båten eller sommarstugan ett begrepp. Casco köpte senare varumärket och lanserade hela sitt sortiment av utomhusprodukter under namnet Cuprinol.
Sortimentet består av lasyrer, träoljor och färger. I dag ingår varumärket Cuprinol i färg- och kemikoncernen AkzoNobel.